# Enrique Favez
Enrique Favez (nacido Enriqueta Favez) (c. 1791 – 1856) fue un médico suizo que trabajó en el ejército de Napoleón y en Cuba. Posiblemente uno de los primeros casos documentados de transexualidad, físicamente nació mujer, pero se autoidentificó y vivió como  hombre. 

## Biografía
Enriqueta Favez nació en una familia de la burguesía de Lausana, Suiza, en torno a 1791. Se casó con un soldado francés a la edad de 15 años (c. 1806), pero tres años más tarde tanto su marido como su hija murieron. 
Favez permaneció en París y entró a estudiar medicina en la Sorbona, adoptando la vestimenta y la identidad de un oficial del ejército de su difunto marido. Después de la graduación trabajó como cirujano del ejército francés durante las Guerras Napoleónicas, hasta que fue capturado por las tropas de Wellington en España. 
Después de la guerra Favez emigró a Cuba para comenzar una nueva vida bajo el nombre de Enrique Favez. Se inició en la práctica de la medicina en Baracoa, una ciudad en la región oriental de Cuba. Su clientela incluía a muchos de los pobres locales, a quienes también enseñó a leer y escribir. 
Durante su estancia en Baracoa Favez se casó con una mujer pobre de la zona, Juana de León, que era consciente del sexo biológico de su marido. Algún tiempo después, tras la diseminación de sospechas acerca de su género, el ya popular doctor fue detenido y sometido a juicio, en cuyo transcurso se reveló su identidad y durante el que afirmó en su defensa que poseía un espíritu de hombre atrapado en un cuerpo de mujer. 
Favez fue condenado a una pena de prisión en La Habana. A la edad de 33 fue puesto en libertad y se mudó a Nueva Orleans, EE. UU. con algunos familiares, que poco después lo obligaron a ingresar en un convento para proteger el nombre de la familia y donde bajo el nuevo nombre de hermana Magdalena siguió prestando asistencia médica a los pobres, para más tarde convertirse en misionera en México. Murió en Nueva Orleans a la edad de 65 años. El historiador cubano Julio César González Pagés logró localizar su tumba en Nueva Orleans antes de que fuera destruida por el huracán Katrina.

## Legado
La historia de Favez está documentada en varios libros, incluyendo más recientemente "Por andar vestida de hombre" del historiador cubano Julio César González Pagés, cuya publicación fue apoyada por la Agencia Suiza para el Desarrollo y la Cooperación. 
La vida de Favez también fue objeto en 2005 de un documental  del director Lídice Pérez y una obra de teatro del grupo Rita Montaner. En 2018 se lanzó "Insumisas", una película cubanosuiza con Sylvie Testud en el papel de Enrique Favez.  